# Xorazm (tỉnh)

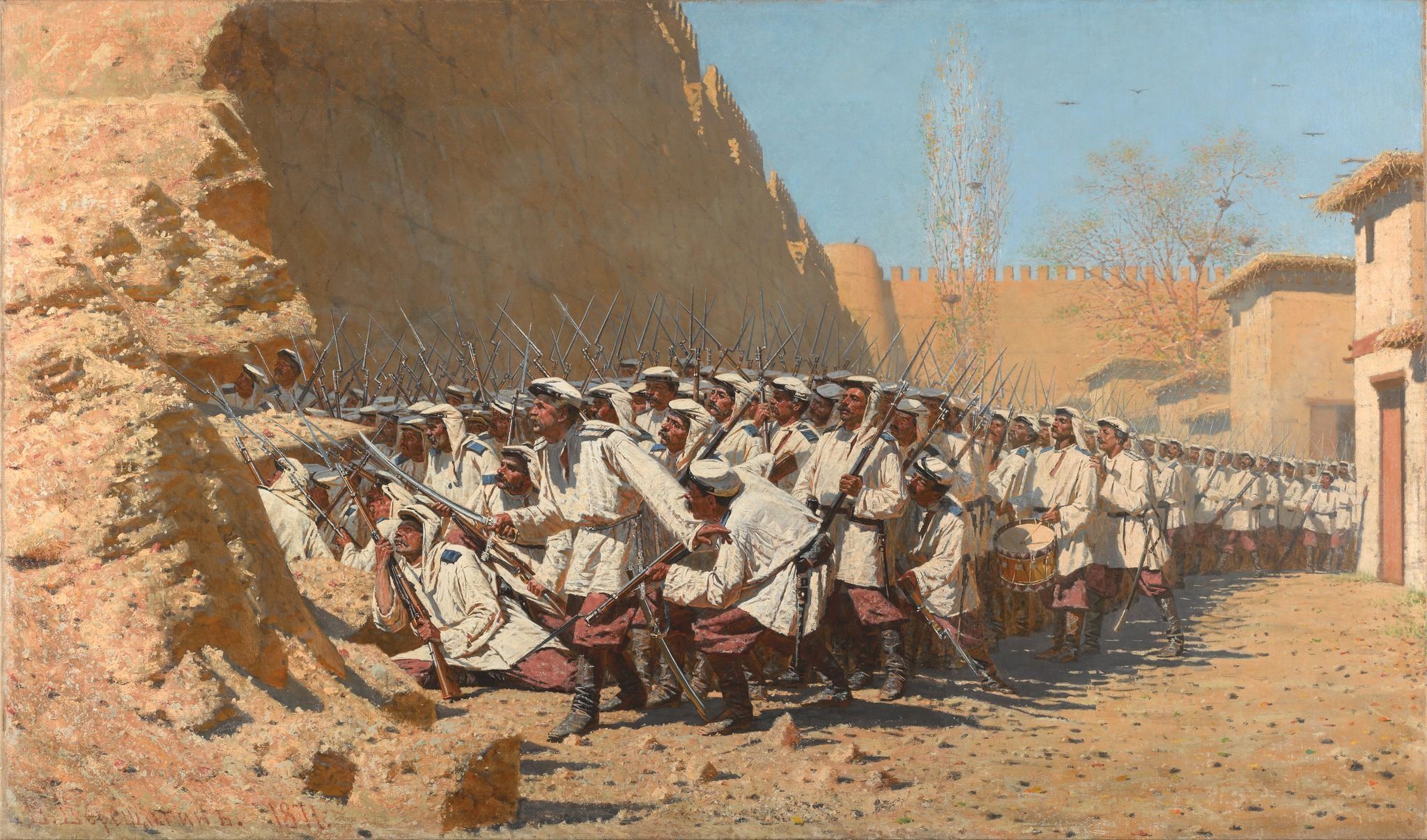
Khiva bị Nga tấn công.

Tỉnh Xorazm (tiếng Uzbek: Xorazm viloyati, Хоразм вилояти) là một tỉnh của Uzbekistan.
Tỉnh Xorazm tỉnh nằm ở phía tây bắc của đất nước trong hạ lưu của sông Amu-Darya. Nó có biên giới với các tỉnh Daşoguz và Lebap của Turkmenistan, Karakalpakstan, và tỉnh Buxoro. Tỉnh có diện tích 6.300 km ². Dân số ước tính khoảng 1.200.000 người, với khoảng 80% sống ở nông thôn.
Khorezm tỉnh được chia thành 10 huyện hành chính. Thủ phủ tỉnh là Urganch (dân số khoảng 135.000 người). Các thị xã lớn khác bao gồm Khonka, Khiva, Shovot, và Pitnak.
Khí hậu tỉnh có đặc trưng lục địa thường khô cằn khí hậu, với mùa đông lạnh và rất nóng, mùa hè khô.
Thành phố Khiva trong tỉnh Khorezm được UNESCO công nhận Di sản thế giới với thế giới di tích kiến trúc nổi tiếng, làm cho Khiva một trong những trung tâm chính du lịch quốc tế trong nước.
Nền kinh tế của Khorezm tỉnh chủ yếu dựa trên bông. Cotton là đến nay các cây trồng chính, mặc dù sản xuất gạo đã tăng đáng kể trong vài năm qua. Ngoài ra còn có nhiều vườn cây ăn trái và những vườn nho, dưa và các đồn điền bầu và các cánh đồng khoai tây. Khorezm tỉnh nổi tiếng với dưa "gurvak" ở Uzbekistan. Công nghiệp gồm bông, bông lọc dầu, khai thác dầu hạt bông vải và hàng dệt may chiếm ưu thế.

## Phân chia hành chính
Xorazm được chia thành huyện.